# Gmina Zagorska Sela
Gmina Zagorska Sela (chorw. Općina Zagorska Sela) – gmina w Chorwacji, w żupanii krapińsko-zagorskiej. W 2011 roku liczyła 996 mieszkańców.